# Relief de plissement

Bloc-diagramme représentant un relief de type jurassien et les terminologies associées

Un relief de plissement est un relief structural d'amplitude régionale caractérisé par une structure formée de plis réguliers à flancs peu inclinés. Les différents types de relief de plissement sont régis par l'érosion des structures plissées.

## Types de relief

### Relief conforme
Le relief conforme, aussi appelé « relief jurassien », est une forme de relief de plissement où les parties hautes correspondent aux anticlinaux, tandis que les dépressions correspondent aux synclinaux. Ce type de relief se retrouve dans des régions où l'érosion est modérée.

### Relief inverse
Le relief inverse, aussi appelé « relief subalpin », est une forme de relief de plissement où les parties hautes correspondent aux synclinaux, tandis que les dépressions correspondent aux anticlinaux, qui ont subi une érosion plus importante.

### Relief appalachien
Le relief appalachien correspond à un relief plissé qui a été complètement aplani avant d'avoir été rajeuni, puis de nouveau travaillé par l'érosion. La morphologie de ce relief est constituée d'une succession de collines et de vallées allongées nommées respectivement barres et sillons appalachiens.

## Terminologie
Dans le cas des reliefs jurassien et subalpin, une terminologie précise est utilisée pour désigner les structures morphologiques du relief. Le mont est un relief formé du dos d'une couche dure anticlinale. Si un mont est creusé par l'érosion, il présente à l'affleurement des couches plus tendres, formant ainsi une dépression que l'on nomme une combe ou combe anticlinale. Un mont dérivé est formé de roches dures plus basses par rapport à celles d'un mont, mais au-dessus des couches tendres d'une combe qui entoure entièrement le mont dérivé et l'isole des autres couches dures du mont ; on parle dans ce cas d'une combe double ou d'une combe annulaire. Sur le rebord des combes, les roches dures affleurant encore forment des corniches nommées les crêts ; s'ils forment un arc-de-cercle, on parle de crêts périclinaux. Si un cours d'eau entaille le flanc d'un anticlinal, il forme un vallon étroit nommé un ruz ; si le cours d'eau entaille entièrement perpendiculairement les anticlinaux et/ou les synclinaux, il s'agit alors d'une cluse. Une dépression correspondant au fond d'un synclinal est nommée un val.